# Nathalie Gadouas
Nathalie Gadouas (née le 24 octobre 1958 à Montréal) est une comédienne et danseuse canadienne (québécoise). Elle est la fille de Robert Gadouas et d'Andrée Lachapelle, ainsi que la demi-sœur de Daniel Gadouas.

## Danse
- 1976-1979 : Membre de la compagnie Eddy Toussaint[1]
- 1979-1983 : Danseuse indépendante

## Théâtre
En novembre 2010, elle joue dans la pièce Sahel de Franco Catanzariti.

## Téléromans
- 1982-1986 : Monsieur le Ministre